# Rope (singolo)
Rope è un singolo del gruppo musicale statunitense Foo Fighters, pubblicato il 25 febbraio 2011 come primo estratto dal settimo album in studio Wasting Light.

## Descrizione
Il brano ha le sue origini nel tour promozionale di Echoes, Silence, Patience & Grace, quando Dave Grohl suonò una prima versione con una chitarra acustica. Quando nel 2008 il tour terminò, il brano fu inizialmente registrato ai Grand Master Studios di Hollywood per poi essere incluso nella lista dei brani di Wasting Light, registrato nel garage di Grohl.
Musicalmente, il brano trae ispirazioni da quelli presenti nell'album Presence dei Led Zeppelin, album che Grohl affermò di amare molto.

## Promozione
Rope è stato mandato per la prima volta nelle radio il 23 febbraio 2011 ed è stato ufficialmente pubblicato il 1º marzo. Il singolo è stato pubblicato inizialmente nel solo formato digitale ma il 9 maggio uscì una versione in vinile contenente una versione remixata dal musicista canadese deadmau5. La prima performance televisiva di Rope è avvenuta agli NME Awards 2011.
Il remix è stato in seguito commercializzato nell'EP deadmau5 Mix Edits, diffuso il 14 aprile, ed è stato anche eseguito dal vivo dai due artisti in occasione dei Grammy Awards 2012.

## Video musicale
Il video, diretto da Grohl, è stato girato interamente in VHS, e mostra i Foo Fighters che si esibiscono all'interno di un cubo bianco costruito all'interno di un palcoscenico a Los Angeles. Lo spazio, da Grohl definito «stretto e claustrofobico», è stato ispirato dal suo garage nel quale è stato registrato Wasting Light.

## Tracce
Download digitale, CD promozionale (Europa, Giappone, Stati Uniti)
1. Rope – 4:19

Download digitale – remix
1. Rope (deadmau5 Mix Edit) – 3:06

12" (Regno Unito)
- Lato B

1. Rope (deadmau5 Mix) – 5:52

- Lato B

1. Rope (Album Version) – 4:19

## Formazione
Gruppo
- Dave Grohl – voce, chitarra
- Chris Shiflett – chitarra
- Pat Smear – chitarra
- Nate Mendel – basso
- Taylor Hawkins – batteria

Altri musicisti
- Rami Jaffee – tastiera

## Classifiche
| Classifica (2011)                | Posizione massima |
| -------------------------------- | ----------------- |
| Australia                        | 55                |
| Austria                          | 51                |
| Belgio (Fiandre)                 | 57                |
| Belgio (Vallonia)                | 69                |
| Canada                           | 41                |
| Canada (rock)                    | 1                 |
| Finlandia                        | 19                |
| Germania                         | 83                |
| Paesi Bassi                      | 31                |
| Portogallo                       | 29                |
| Regno Unito                      | 22                |
| Stati Uniti                      | 68                |
| Stati Uniti (alternative)        | 1                 |
| Stati Uniti (mainstream rock)    | 1                 |
| Stati Uniti (rock & alternative) | 8                 |